# Tabàrnia
«Tabàrnia» (en castellà «Tabarnia») és un concepte satíric i intent de Gerrymandering inventat i desenvolupat com a tal com a mínim l'any 2011, any en el qual el Ministeri d'Interior registraria el partit Junts per Tabàrnia, impulsat per un exlíder de PxC i candidat del partit ultradretà VOX. Posteriorment fou promogut per l'entitat Barcelona is not Catalonia —plataforma que mostra rebuig a la independència de Catalunya d'Espanya—, amb certs vincles amb la plataforma, considerada pròxima a l'extrema dreta, Societat Civil Catalana. El mot, format a partir de les paraules 'Tarragona' i 'Barcelona' més el sufix -nia, és un neologisme no acceptat existent des del 2012. Amb el temps el neologisme prengué la categoria de "projecte" o moviment i aleshores anomenat projecte Tabàrnia o "Plataforma per Tabàrnia" en la qual es recullen les idees expressades pel mateix concepte per tal d'intentar assolir el fi que planteja el mot i també els seus promotors. Malgrat tenir la categoria de projecte, els promotors i simpatitzants d'aquest també el qualifiquen sovint de sàtira a l'independentisme.
En definitiva, i segons els seus promotors, l'objectiu principal dels defensors d'aquest concepte és el de construir una nova comunitat autònoma (Tabàrnia) dins d'Espanya i «enfront dels que per contra volen separar-se d'Espanya». Doncs el fi últim, i explicat pel portaveu provisional de la idea Jaume Vives, és el d'acabar convertint el concepte fictici en una realitat com «un sistema de supervivència del qual es parli però que de mentre s'usa com a mirall per mostrar als independentistes l'absurditat del seu discurs».
El territori fictici proposat pels ideòlegs comprèn les comarques de l'Alt Camp, Baix camp, del Tarragonès, del Baix Penedès, de l'Alt Penedès, del Garraf, del Baix Llobregat, del Vallès oriental, del Vallès occidental, del Barcelonès, del Maresme i de diferents zones del Moianès, el Bages, l'Anoia i la Selva. D'aquestes comarques, l'independentisme supera el 50% en vots al Moianès [77,29%], l'Alt Penedès [61,98%], l'Alt Camp [61,57%], el Bages [61,28%], la Selva [56,28%], el Maresme [53,78] i l'Anoia [51,61%] i supera en vots (sense arribar al 50% del total) als partits unionistes al Baix Camp [48,2%], al Vallès Oriental [47,51%] i a Barcelona ciutat [45,78%]. D'altra banda, l'unionisme supera el 50% dels vots al Tarragonès [55,21%] (incloent-hi Tarragona capital), al Baix Penedès [51,81%] i al Baix Llobregat [55,17%].
L'organització i els qui defensen aquest concepte satíric recolzarien la idea en l'Acta de la Claredat canadenca que permetia a les regions que s'oposaven a la secessió del Quebec continuar en l'estat matriu canadenc. L'organització també es recolza en l'article 143 de la Constitució espanyola que permet als territoris constituir-se en comunitats autònomes sota certes condicions. La proposta de Tabàrnia recorda força la creació de la colònia britànica de l'Ulster. o de la Krajina Sèrbia a Croàcia o, com a exemple més recent, els Serbis de Bòsnia durant la seva guerra civil.

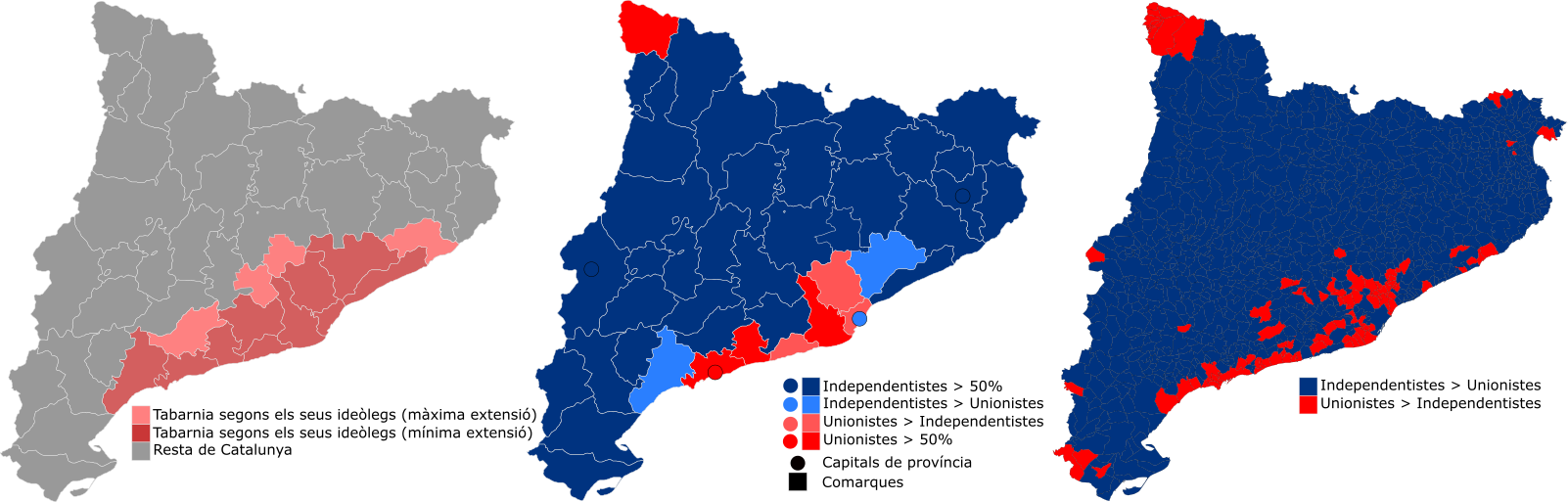
Esquerra: Mapa de Tabàrnia segons els seus ideòlegs (noti's que no hi apareix el Moianès).
Centre: Mapa de vot independentista o unionista per comarca.
Dreta: Mapa de vot independentista o unionista per municipi.

## Història i ressò
L'1 d'agost del 2013 es publicà el primer fil sobre Tabàrnia a ForoCoches, rebent de nou les burles i menyspreu dels usuaris que no veien creïble una proposició semblant.
Malgrat que l'organització Barcelona is not Catalonia existeix des del 2012 i que el 31 de gener de 2011 es va registrar un partit anomenat Junts per Tabàrnia, el terme ja desenvolupat de Tabàrnia aparegué com a tal per primer cop el 2015 per designar una entitat territorial que comprendria la franja costanera que agruparia l'àrea Metropolitana de Barcelona i la franja de terreny que l'uneix amb Tarragona, per tal de mostrar el rebuig a la independència de Catalunya d'Espanya, alhora que defensarien la independència de "Tabàrnia" del territori de Catalunya, afirmant que:
| « | Catalunya es compon de dues zones clarament diferenciades des del punt de vista econòmic, lingüístic, identitari, poblacional i social, Una part independentista i l'altre, entre altres coses, constitucionalista (Tabarnia). | » |

### 2017
El terme mostrà gran ressò aleshores impulsat per membres de Ciutadans com Albert Rivera i Inés Arrimadas, després de les eleccions al Parlament de Catalunya de 2017 convocades arran de l'aplicació de l'article 155 i guanyades per l'independentisme, via el servei de microbloggin Twitter i fou objecte de bromes, tot i que també rebé simpatia per part de més de 160.000 tuits a Twitter Espanya i es col·locà en la quarta posició de trending topic a Barcelona segons la pàgina web especialitzada Trendinalia. Entre algunes de les bromes que aparegueren a Twitter destaquen mapes del territori inventat, diversos mems i la proposta de samarretes per una hipotètica selecció de futbol d'aquest "territori". Així com alguns polítics, que piuaren sobre el tema, entre ells Gabriel Rufián que en una piuada escrivia sobre aquest concepte satiritzant amb un lema franquista «Tabarnia una, grande y libre.» i també alguns membres de la CUP com la diputada Mireia Boya que escrivia «Referèndum d'autodeterminació per Tabàrnia. Va.» o Francesc Ribera que piuà «Això de Tabàrnia és clar que és un intent etnicista de balcanització del conflicte de Catalunya amb Espanya. Continuen pensant només en clau militar.». Seguidament també després de mostrar aquest concepte de "Tabàrnia" al Twitter es crearen perfils relacionats com Junts per Tabàrnia, Fòrum Cultural o Diplotab. També se n'ha fet ressò internacional així com en diversos mitjans com el France Press o Euronews. Els partidaris de "la independència de Tabàrnia" recullen signatures a Internet per obtenir suport a la seva petició. Actualment compten amb unes 300.000 signatures.
La RAE respongué diverses peticions per part de simpatitzants de la idea de Tabàrnia els quals preguntaven com hauria de ser, en castellà, el gentilici d'aquest territori fictici; la RAE contestà via Twitter «Si es refereix al gentilici de 'Tabarnia', es podria usar 'tabarnés' —com 'auvernés' (d'Auvèrnia) o 'hibernés' (d'Hibèrnia)—, però també serien vàlids 'tabarniense' o 'tabarniano'». Els promotors de la idea de Tabàrnia decidiren, el 28 de desembre que el periodista català amb tints racistes, xenòfobs, homòfobs i masclistes Jaume Vives i Vives —promotor d'una plataforma humorística en contra de la independència de Catalunya anomenada "Resistència Catalana" o "Resistència del Balcó de Balmes"— fos el representant provisional de la idea.

### 2018
El 13 de gener de 2018 s'anuncià que en una roda de premsa, la plataforma faria públic que el dramaturg Albert Boadella es convertiria en el primer president de la plataforma a favor de la regió fictícia i satírica de Tabàrnia. I així es comunicà finalment en un vídeo emès via Skype en una conferència de premsa al Col·legi de Periodistes —el 16 de gener— en el qual membres de l'entitat com Jaume Vives, Joan López, Miguel Martínez i Eurenia Perelló presentaren a Albert Boadella qui es postulà com a president a l'exili de Tabàrnia i també es definí a si mateix com a «pallasso però no tant com els independentistes» i definí Tabàrnia com un territori on «es pot riure de tot i de tots sense ser perseguits com a traïdors». Seguidament, el simpatitzant del projecte, periodista i tertulià unionista Joan López Alegre feu una crida al «poble 'tabarnès'» per tal d'iniciar «una contrarevolta de les classes mitjanes urbanes catalanes i inequívocament espanyoles». Arran de les declaracions del dramaturg Albert Boadella, també Pablo Iglesias parlà sobre Tabàrnia, en una entrevista a Telecinco on deia que «li sembla bé que els senyors de Tabàrnia facin el circ, però en aquest país hi ha molta gent que no vol que els segueixin prenent el pèl.» El gener del mateix any Montblanc —que quedaria fora del suposat territori de Tabàrnia— presentà un cartell humorístic per al carnaval del 10 al 13 de febrer sota el títol de «Carnavalània. República de la disbauxa independent» i seguit de la frase «Serem frikis o rebentarem». El títol del cartell «Carnavalània» sería una paraula inventada unió dels mots «Tabàrnia» i els noms de les fires que se celebren al municipi com la de Playmobil 'Clickània Brickània', la de ceràmica 'Terrània' i la del safrà 'Safrània'. El 28 de gener es creà un diari digital en anglès, castellà i català sota el nom de «Tabarnia Today» promogut pels impulsors del mateix concepte satíric del territori ideal de Tabàrnia. La idea de Tabàrnia arribà també en l'àmbit mercantil. Es posà a la venda un vi sota el nom de «Tabarnia» elaborat per la bodega Parra Jiménez de Las Mesas qui explicà que aquesta elaboració és feta «en honor de l'amor que sentia Quixot per les terres de Tabàrnia», fent seves les paraules de Cervantes i manipulant allà on escrigué Barcelona per Tabàrnia, a l'etiquetatge posterior del vi apareix la frase manipulada «Tabàrnia és arxiu de la cortesia, alberg dels estrangers, hospital dels pobres, pàtria dels valents, pàtria dels ofesos i correspondència grata de fermes amistats i en lloc i bellesa, única». També s'especifica —en l'etiqueta del vi— que el 3% dels beneficis de les vendes d'aquest, aniran destinades als que ells anomenen «afectats per l'independentisme».
Al març la denominada Emajada Móvil —que compta amb personatges de la "Plataforma per Tabàrnia"— convocà la «primera manifestació» de la "Plataforma per Tabàrnia" a les 11.30 h a Barcelona sota el lema «s'ha acabat la broma. Visca Tabàrnia». Assistiren unes 15.000 persones —segons la Guàrdia Urbana— que es manifestaren «a favor de la llibertat del poble de Tabàrnia». La manifestació s'inicià amb una ofrena floral al monument de Rafael de Casanova i finalitzà a la plaça Sant Jaume. Entre els manifestants destacaren el polític Aleix Vidal Quadras, el president d'Empresaris de Catalunya Josep Bou, el secretari general de Vox Javier Ortega Smith-Molina, Enric Martínez Herrera d'Unidos SI i Álvaro de Marichalar.

### Bandera
La mateixa organització Barcelona is not Catalonia, creà la bandera no oficial d'aquest "territori", a partir de les banderes de Tarragona i Barcelona. El 2018, diverses empreses de producció de banderes —entre elles l'empresa Banderas Aap— reberen peticions per tal de produir la bandera no oficial de Tabàrnia. Malgrat això, el portaveu provisional de Tabàrnia Jaume Vives anuncià que aquestes no són les «oficials» i que posaran a la venda, a través del seu nou portal web, les banderes «oficials» que inclouen l'escut de Tabàrnia.

## Catabàrnia
El 20 de gener de 2018, l'humorista i actor català Toni Albà al programa Preguntes freqüents de TV3 feu una sàtira humorística de presentació —com la que feu el 13 de gener del mateix any el dramaturg Albert Boadella a la presentació de Tabàrnia— contrària a Tabàrnia amb la qual s'autoanomenà irònicament president legítim de «Catabàrnia» —la Catalunya actual— i en al·lusió a Albert Boadella i els defensors de Tabàrnia digué que «al seu costat sóc un simple aprenent, per molt que m'he esforçat encara no he aconseguit superar-los» així com advertí que «no féssim cas dels disbarats d'aquells que van disfressats de ciutadans del món i que intenten fer creure que els nostres fills estan adoctrinats i que odiem als nostres veïns del replà». Just després de la presentació de Toni Albà, l'exsecretari d'Estudis del PPC Juan Arza —present al plató del programa— criticà la posada en escena de l'humorista i actor català.